# Ambalada Peak
Der Ambalada Peak ist ein 2160 m hoher Berg im ostantarktischen Viktorialand. In den Prince Albert Mountains ragt er 3 km südöstlich des Griffin-Nunatak auf.
Der United States Geological Survey kartierte ihn anhand eigener Vermessungen und mithilfe von Luftaufnahmen der United States Navy zwischen 1956 und 1962. Das Advisory Committee on Antarctic Names benannte ihn nach Cesar N. Ambalada, Elektriker auf der Südpolstation im Winter 1966.